# Zona de Integración del Centro Oeste de América del Sur
Zona de Integración del Centro Oeste de América del Sur (ZICOSUR) es un foro y un organismo de carácter internacional y supraestatal de ámbito subregional, que está integrada por las diferentes regiones incorporadas de manera parcial de los países de América del Sur. Como son las provincias de Argentina, los estados de Brasil, los departamentos de Bolivia, Perú y Paraguay, las regiones de Chile y los municipios de Uruguay, en donde las formas de gobierno de cada uno de estas naciones como los estados federales y los estados unitarios, gozan ciertas autonomías o sus propios estatutos bajo sus respectivas constituciones políticas para ser miembros. 
Fue fundada en 1997, con el objetivo principal de lograr una integración regional e internacional y de promover el desarrollo económico, político y social, a la vez de ser competitivo para la infraestructura de las articulaciones de los ejes de comunicación. La sede de este organismo es rotativo, dependiendo en las diferentes regiones donde se organizan para la reunión de las autoridades, como realizar foros y otras actividades abarcando diferentes temas todo relacionado sobre las necesidades de cada región de un país y la productividad.

## Miembros
- Argentina: Las provincias de Catamarca, Córdoba, Chaco, Corrientes, Formosa, Jujuy, La Rioja, Misiones, Santa Fe, Salta, Santiago del Estero, Entre Ríos y Tucumán.
- Bolivia: Los departamentos de Beni, Chuquisaca, Cochabamba, Oruro, Pando, Potosí, Santa Cruz y Tarija.
- Brasil: Los estados de Mato Grosso, Mato Grosso do Sul y Santa Catarina.
- Chile: Las regiones de Antofagasta, Arica y Parinacota, Atacama,  y Tarapacá.
- Paraguay: Los departamentos de Alto Paraguay, Alto Paraná, Amambay, Boquerón, Caaguazú, Concepción, Canindeyú, Caazapá, Central, Cordillera, Guairá, Itapúa, Misiones, Ñeembucú, Paraguarí, Presidente Hayes y San Pedro.
- Perú: Los departamentos de Arequipa, Tacna, Puno y Moquegua.